# إيمانويل تيرانوفا
ايمانويل تيرانوفا (بالإيطالية: Emanuele Terranova) (14 أبريل 1987 بمازر في إيطاليا - ) هو لاعب كرة قدم إيطالي في مركز الدفاع. لعب مع نادي باليرمو ونادي ساسولو ونادي فروسينوني ونادي فيتشينزا ونادي ليتشي ونادي ليفورنو وASD Campobello ‏.

## روابط خارجية
- ايمانويل تيرانوفا على موقع قاعدة بيانات كرة القدم.إي يو (الإنجليزية)
- ايمانويل تيرانوفا على موقع Soccerway.com (الإنجليزية)
- ايمانويل تيرانوفا على موقع عالم كرة القدم.نت (الإنجليزية)
- ايمانويل تيرانوفا على موقع AS.com (الإسبانية)